# Barbus nyanzae
Barbus nyanzae är en fiskart som beskrevs av Whitehead, 1960. Barbus nyanzae ingår i släktet Barbus och familjen karpfiskar. IUCN kategoriserar arten globalt som livskraftig. Inga underarter finns listade.